# Tosiwo Nakayama
Tosiwo Nakayama (ur. 23 listopada 1931 w Piserach, zm. 29 marca 2007 w Ewa Beach) – mikronezyjski polityk pochodzenia japońskiego, pierwszy prezydent tego kraju (1979–1987). Sprawował swój urząd przez dwie kadencje.

## Życiorys
Urodził się w 1931 roku jako syn Japończyka (związanego z japońską firmą South Seas Development Co.) i Mikronezyjki z Onoun. Jego młodszym bratem był Masao Nakayama, dyplomata, który był m.in. ambasadorem Mikronezji w Japonii.
W latach 1948–1949 uczęszczał do Truk Intermediate School a następnie do Pacific Islands Central School (w latach 1951–1953). W 1955 (albo 1954) otrzymał stypendium, dzięki któremu był w stanie studiować na Uniwersytecie Hawajskim, na którym kształcił się do 1958 (według różnych źródeł od 1955 lub 1956 roku). 
Po powrocie z Hawajów został jednym z głównych urzędników na Truk (obecnie Chuuk). Był kierownikiem do spraw edukacji dla dorosłych, zaś potem wybrano go doradcą administratora Truku do spraw politycznych i ekonomicznych. W 1964 został doradcą administratora w sprawach publicznych. Karierę polityczną rozpoczął w 1959 roku, kiedy to w wyborach został wybrany do Legislatury Dystryktu Truk jako reprezentant Onoun (w 1963 wybrany ponownie). Był też przewodniczącym tegoż organu (1960–1961). 
W czerwcu 1961 roku został mikronezyjskim doradcą przy amerykańskiej delegacji przy Radzie Powierniczej ONZ (ponownie pełnił tę funkcję w 1972 roku oraz w latach 1979–1986). Ponadto był wybierany do Rady Mikronezji w latach 1962 i 1963.
W styczniu 1965 został wybrany do Izby Delegatów Kongresu Mikronezji, której został następnie przewodniczącym. Uzyskał reelekcję w roku 1968, (wówczas dokształcał się na Uniwersytecie Hawajskim). W kongresie zasiadał nieprzerwanie do 1978 i przez większość tego czasu piastował funkcje jego przewodniczącego. W 1975 został przewodniczącym konstytuanty a w maju 1979 roku członkowie kongresu wybrali go jednogłośnie na prezydenta Mikronezji. Ponownie został wybrany na czteroletnią kadencję w 1983 i w 1987 roku zastąpił go John Haglelgam.
W latach 90. był doradcą finansowym Pacific Islands Development Bank, równocześnie pełnił też funkcję wicedyrektora oddziału finansów rządowych w Banku Guamskim (którym był aż do 2003). W 1982 roku Uniwersytet Hawajski uhonorował go najważniejszą nagrodą uczelni, czyli Rainbow Award, zaś w 1984 nagrodzono go East-West Center's Distinguished Alumnus Award. W 1987 roku Uniwersytet Guamski przyznał mu honorowy stopień doktora prawa. Był członkiem Komitetu Stypendialnego Dystryktu Truk czy lokalnego „kuratorium oświaty”. Sprawował również wiele innych lokalnych stanowisk. Zmarł w wieku 75 lat w Hawaii Medical Center West w Ewa Beach na Hawajach.
10 września 1963 poślubił Miter Haruo z Weno. Pozostawił 10 dzieci i wielu wnuków. Jednym z jego zainteresowań było wędkarstwo. Uważany przez kolegów za osobę pracowitą i z dużym poczuciem humoru.
Ze względu za swoje zasługi na rzecz niepodległości kraju, Nakayama uznawany jest za jednego z ojców założycieli niepodległej Mikronezji.